# Messier 26
Messier 26 (M26 ili NGC 6694) je otvoreni skup kojeg je otkrio Charles Messier 1764. godine. Skup je opisao kao malen, taman i jedva vidljiv u teleskopu.

## Svojstva
M26 se nalazi na udaljenosti od 5000 svj. godine u smjeru zviježđa Štita. Sastoji se od 90 zvijezda na prostoru od 22 svj. godine. Najsjajnije zvijezde u skupu imaju prividni sjaj od magnitude + 11,9. Starost skupa je procijenjena na 89 milijuna godina.

## Amaterska promatranja
M26 ima prividni sjaj od magnitude + 8. Teško ga je uočiti u običnom dalekozoru 10x50, a može se pokazati problematičan i za manje teleskope ako nebo nije tamno. 150 ili 200 mm-ski teleskop može pokazati 25 zvijezda.

## Vanjske poveznice
- (engl.) SEDS: NGC 6694
- (engl.) Hartmut Frommert: Revidirani Novi opći katalog
- (engl.) Izvangalaktička baza podataka NASA-e i IPAC-a
- (engl.) Astronomska baza podataka SIMBAD
- (engl.) VizieR
- (engl.) Auke Slotegraaf: NGC 6694 Deep Sky Observer's Companion
- (engl.) Courtney Seligman: Objekti Novog općeg kataloga: NGC 6650 - 6699